# 1911 코파 델 레이 결승전
1911 코파 델 레이 결승전(스페인어: La Final de la Copa del Rey de 1911)은 스페인 축구 컵대회인 코파 델 레이의 9번째 결승전이다. 이 경기는 1911년 4월 15일, 게초의 홀라세타에서 열렸다. 아틀레틱 빌바오는 이 경기에서 에스파뇰을 3-1로 꺾고 이겼다.

## 경기 상세 정보
| 아틀레틱 빌바오                                 | 3–1 | 에스파뇰 |
| ----------------------------------------------- | --- | -------- |
| 마틴 베이치 · 루이스 벨라운데 · 마놀로 게르니카 |     | 네이라   |

| 아틀레틱 빌바오:              |
|                               |
| 루이스 아스토르키아           |
| 후안 아르수아가               |
| 로케 아옌데                   |
| 레미히오 이사                 |
| 호세 마리아 벨라우스테 (주장) |
| 페리코 망디올라               |
| 루이스 벨라운데               |
| 세베리노 수아소               |
| 마놀로 게르니카               |
| 마틴 베이치                   |
| 알레한드로 스미스 이바라      |

| 에스파뇰:              |
|                        |
| 페드로 힐베르트        |
| 알프레도 마사나        |
| 알바레스               |
| 에레디아               |
| 산티아고 마사나 (주장) |
| P. 부이야              |
| 바레니스               |
| 아르만도 히랄트        |
| 네이라                 |
| 카스티요               |
| 에밀리오 삼페레        |